# Tevan Interaktív Vándorkiállítás

## Történet
A Tevan Alapítvány 2006–ban alakult meg, elsődleges célja a Tevan-család szellemi örökségének megismertetése, megőrzése, gondozása, különös tekintettel a Tevan névhez köthető nyomdaipari, művészeti és kulturális tevékenységekre.
Budapesten, a XVI. kerületben, az Erzsébetligeti Színház kiállítótermében, 2008. december 18-án került sor a Tevan Interaktív Vándorkiállítás megnyitójára.
Az Interaktív Vándorkiállításra a korábban kiadott Major Henrik Panoptikuma után három újabb Tevan könyvet jelentetett meg ismételten reprint kiadásban az Alapítvány – köszönet ezért a Támogatóknak. Elkészült Csáth Géza: Muzsikusok c. novelláskötete, Krúdy Gyula: Aranykéz utcai szép napok c. keménykötéses illusztrált regénye, valamint Heltai Gáspár Bölcs Esopusának monumentális kötete, amelynek eredeti kiadását 1947-ben a Magyar Bibliofil Társaság az év legszebb könyvének díjával tüntetett ki.
A kiállításhoz múzeumpedagógiai foglalkoztató sarok is tartozik, ahol különböző életkorú gyerekek részére múzeumpedagógiai foglalkozásokat tartanak. A kiállítás tablóit kiegészítik az eredetiben megtekinthető családi fényképek, és dokumentumok, és a legjelentősebb értéket képezik a Tevan könyvek közel évszázados példányai, valamint a Tevan-művészek alkotásai, többek között Tevan Margit ötvöstárgyai, Engel-Tevan István grafikái.
A kiállítás következő megnyitója 2009. január 31-én Mezőberényben volt, márciusban és áprilisban pedig Békéscsabán lesz.

## A Tevan család
A családi hagyomány szerint a Tevanok eredetileg az egykori Árva vármegyei Alsókubinban éltek. Szekérrel és vonattal jöttek le az Alföldre, Békéscsabára.
Tevan Adolf, a Tevan nyomda megalapítója 1884-ben vette feleségül Fischer Teréziát. Házasságukból tíz gyermek született. A két idősebb lány, Tevan Gizella és Tevan Flóra családjai Békéscsaba haladó kultúraszervezőinek számítottak. Ők hozták létre az Auróra zenei, irodalmi és képzőművészeti kört.
Tevan Andor nyomdász, Tevan Ferenc gépészmérnök, Tevan Rezső építészmérnök lett. A világháború után közismert szakemberként sok békéscsabai épületet tervezett az akkor újszerű Bauhaus-stílusban. Tevan Ilona férje Kolozsváry Sándor festőművész volt. Tevan Margit az 1930-as években önálló iparművész lett. Engel Miklóssal kötött házasságából egy fia született, Engel-Tevan István grafikusművész.
A holokauszt során a család férfi tagjait munkaszolgálatban, a 81. évében lévő özvegy Tevan Adolfnét és Tevan Flórát Auschwitz-Birkenauban gyilkolták meg. Kolozsváry Sándor, Tevan Ilona, Tevan Rezső, Tevan Ferenc, valamint Engel Miklós koncentrációs táborokban, Böhm Józsefné Tevan Erzsébet pedig a deportálás után egy pesti kórházban halt meg.

## A Tevan nyomda története
1903. április 1-jén indult útjára a Tevan nyomda és kiadóvállalat, amely negyvenhat esztendős története során kiemelkedő szerepet vállalt a magyar könyvkultúra megújításában. Könyvkészítés mellett a legkülönfélébb nyomdatermékek gondos és ízléses előállításával foglalkozott, 1919-ig többek között lapkiadással is. 1917-ig működött a nyomda első helyén, ezt követően költözött a Kner Nyomda jelenlegi helyére.
Tevan Adolf fiát, Andort a Graphische Lehr- und Versuchsanstalt-ba a bécsi grafikai és nyomdaipari főiskolára küldte tanulni, ahonnan 1909-ben érkezett haza és a világvárosban megszerzett tapasztalatok nyomán ő adott új, korszerű irányt a munkának: 1912-ben létrehozták a kiadóvállalatot.
Tevanék több könyvsorozatot jelentettek meg, legelső az 1912 és 1922 között kiadott Tevan Könyvtár sorozat, 1913-ban indult a Tevan Amatőr sorozat. Ezek hozták meg a cégnek a hazai és nemzetközi elismerést. Emellett egyedi könyveket és kisebb sorozatokat is kiadtak.
Az 1920-as évek elején a Tevan cég felhagyott a rendszeres könyvkiadással, átalakította a nyomda üzemi épületeit. Az üzleti nyomtatványok és prospektusok mellett vállalták a gyógyszergyárak megrendelésére a színes nyomtatvány- és dobozkészítést is.
A nyomdát 1944-ben, mint zsidó tulajdonú ipari vállalatot bezárták, majd a háború után újból megnyitották.
A háború utáni időszakban jelent meg Heltai Gáspár Esopusa és Anatole France: Nyársforgató Jakab meséi, amelyeket a Magyar Bibliofil Társaság az 1947. és az 1948. év legszebb könyveinek nyilvánított.
1949-ben Ortutay Gyula vallás- és közoktatásügyi miniszter „a magyar irodalom és művészi könyvkiadás terén kifejtett évtizedes értékes munkája elismeréseképp” a Tevan Nyomdának a Pro Arte érdemérmet adományozta.
Tevan Andor tisztában volt azzal, hogy nyomdáját rövidesen államosítani fogják, ezért úgy döntött, hogy befejezi a félbehagyott építkezéseket, majd felajánlotta azt az államnak. 1950-ben elbocsátották, Budapestre költözött, itt az Ifjúsági Kiadó képszerkesztője volt haláláig.

## Külső hivatkozások
- A Békés megyei zsidóságról
- A Tevan Alapítvány honlapja a családról és a nyomdáról